# Бундз, Роман Степанович
Рома́н Степа́нович Бундз (род. 1970) — украинский гребец-каноист, выступал за сборную Украины во второй половине 1990-х годов. Участник двух летних Олимпийских игр, бронзовый призёр чемпионата Европы, победитель многих регат национального и международного значения. Мастер спорта международного класса (1992).

## Биография
Роман Бундз родился 1 сентября 1970 года. Активно заниматься греблей начал в раннем детстве, проходил подготовку в одном из спортивных клубов Львова. Тренер — П. Р. Браташ. В 1995 году окончил Львовский институт физической культуры (ныне Львовский государственный университет физической культуры)
Благодаря череде удачных выступлений удостоился права защищать честь страны на летних Олимпийских играх 1996 года в Атланте — в зачёте одиночных каноэ на дистанции 1000 метров сумел дойти до финала, но в решающем заезде показал лишь седьмой результат.
Первого серьёзного успеха на взрослом международном уровне Бундз добился в 1999 году, когда попал в основной состав украинской национальной сборной и побывал на чемпионате Европы в хорватском Загребе, откуда привёз награду бронзового достоинства, выигранную в программе четырёхместных экипажей на тысяче метрах совместно с такими гребцами как Николай Димаков, Дмитрий Саблин и Леонид Камлочук — в решающем заезде его опередили только сборные России и Румынии.
Будучи одним из лидеров гребной команды Украины, Роман Бундз благополучно прошёл квалификацию на Олимпийские игры 2000 года в Сиднее — стартовал на километровой дистанции в зачёте двухместных каноэ в паре с Леонидом Камлочуком, но остановился на стадии полуфиналов, где финишировал шестым. Вскоре по окончании этих соревнований принял решение завершить карьеру профессионального спортсмена, уступив место в сборной молодым украинским гребцам.

## Награды
- Орден «За заслуги» III степени (4 октября 2016) — за достижение высоких спортивных результатов на ХХХІ летних Олимпийских играх в Бразилии, проявленные самоотверженность и волю к победе[3]